# Bâtonnier (Belgique)
Pour les articles homonymes, voir Bâtonnier.
En Belgique, un bâtonnier est un avocat élu par l’assemblée générale de l’Ordre des avocats auquel il appartient. Le bâtonnier est le chef de l’Ordre des avocats.
Avec l’aide du Conseil de l’Ordre, également composé d’avocats élus par l’assemblée générale de l’Ordre des avocats, il administre les services du barreau et gère les relations avec la magistrature et les autres Ordres.
Il est consulté en cas de différend entre avocats impliquant un avocat de son barreau à propos du respect des règles déontologiques qui s’appliquent aux avocats. Il reçoit et organise l’instruction des plaintes qui lui sont communiquées par des avocats ou des clients à l’encontre des avocats de l’Ordre auquel il appartient.